# Neognathostomata
Super-ordre
Les Neognathostomata sont un super-ordre d'oursins irréguliers.

## Caractéristiques
Ce sont des oursins irréguliers : ils ne sont pas ronds mais ovoïdes (parfois subpentagonaux), leur anus (ainsi que parfois la bouche) s'étant déplacé vers un côté du test pour former un « arrière » (au lieu d'être au sommet de la face aborale), par opposition à un « avant », formant ainsi un axe antéro-postérieur (qui est aussi un sens de locomotion privilégié), assorti d'une symétrie bilatérale. Leur test arbore des ambulacres pétaloïdes larges et arrondis ; le disque apical est très réduit (tétrabasal ou monobasal).
Les radioles sont courtes, fines et creuses, transformées en tapis velouté. Le péristome est petit, sans encoches buccales. Contrairement aux autres oursins irréguliers, les membres de ce groupe ont restauré leur appareil brouteur (Lanterne d'Aristote) au cours de l'évolution, ce qui est à l'origine de leur nom : neognathostoma signifie en grec « nouvelle mâchoire dans la bouche ». Celle-ci est souvent en position centrale, contrairement à la plupart des autres irréguliers. On les distingue aussi des Spatangoida par l'absence de plastron.
Ces oursins sont apparus au Jurassique (Toarcien). Ils furent très abondants au Crétacé, et on en recense de nombreuses espèces fossiles. Il en subsiste encore de très nombreuses espèces, dans tous les bassins océaniques du monde : c'est le groupe d'oursins irréguliers le plus abondant actuellement.

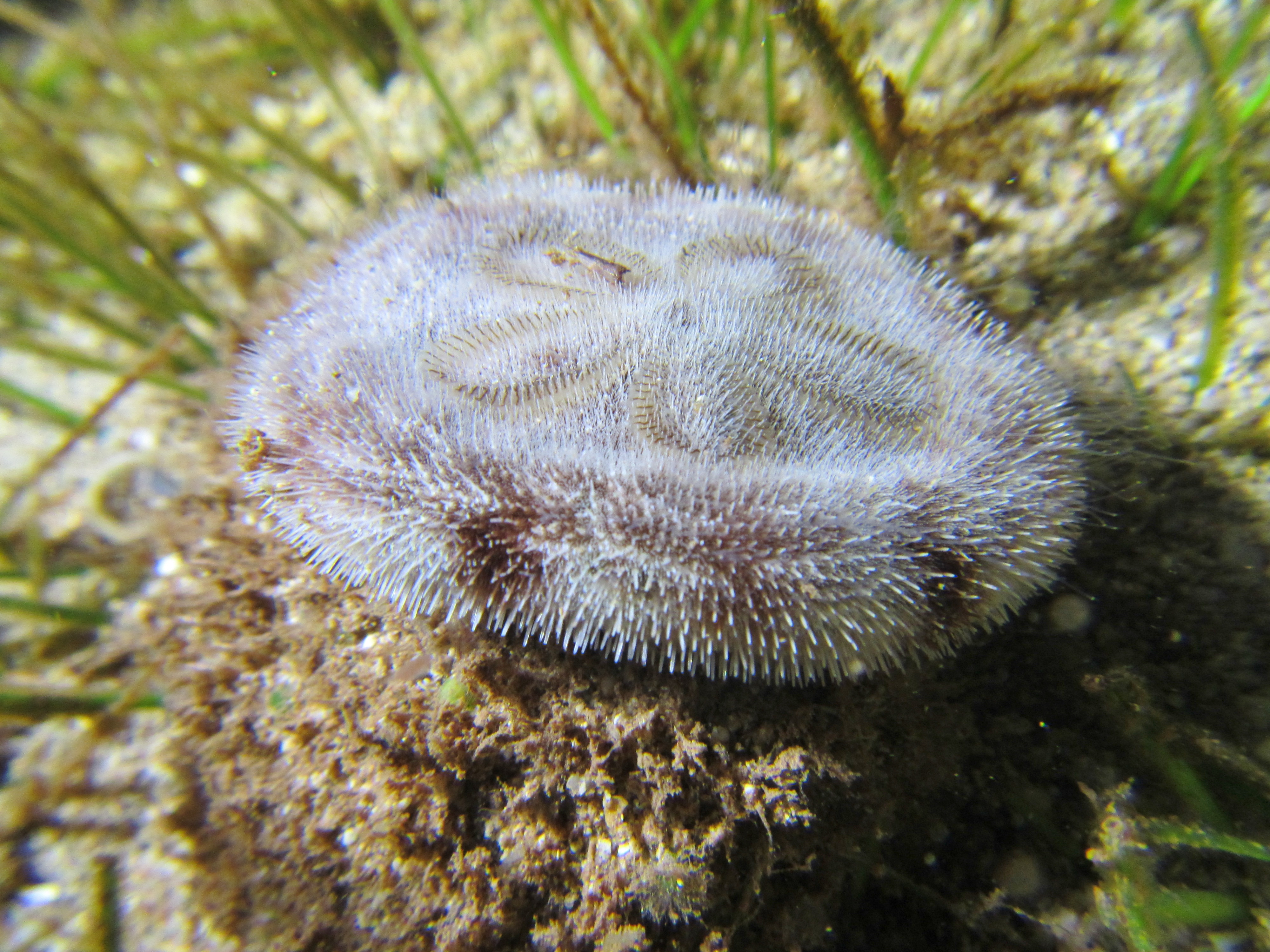
Clypeaster reticulatus vivant, de profil.
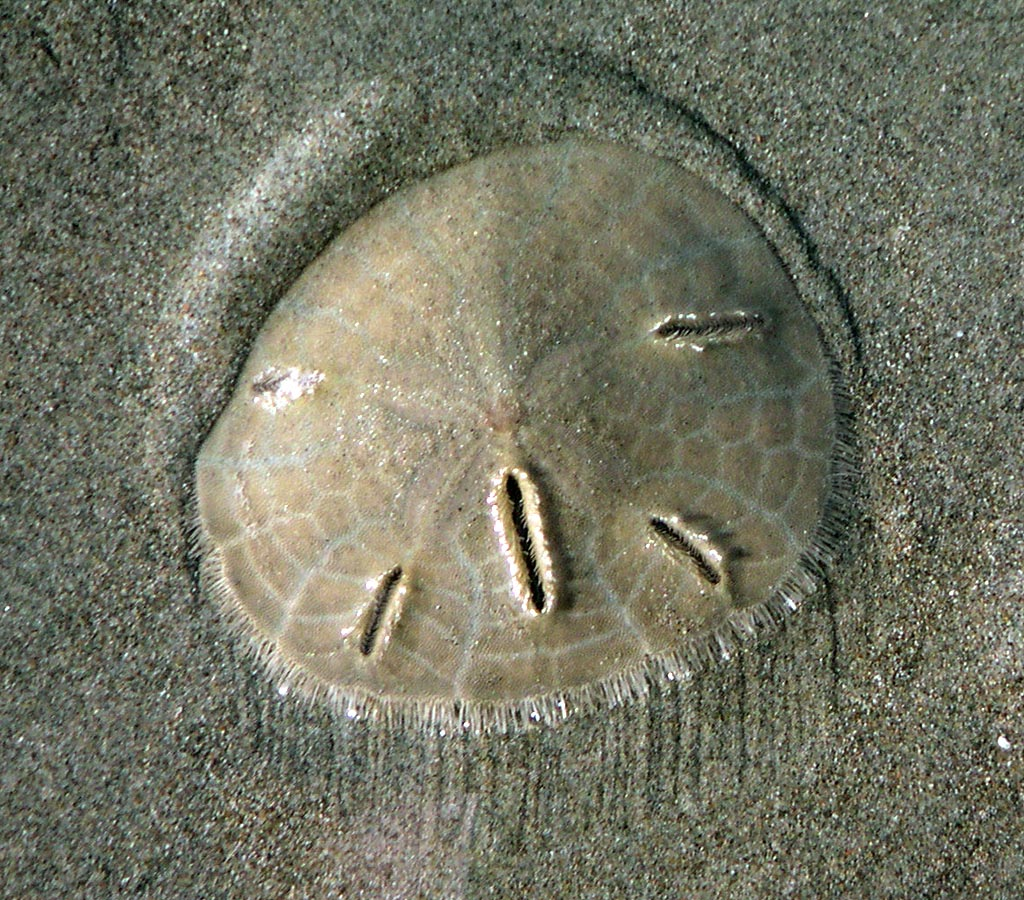
Mellita longifissa
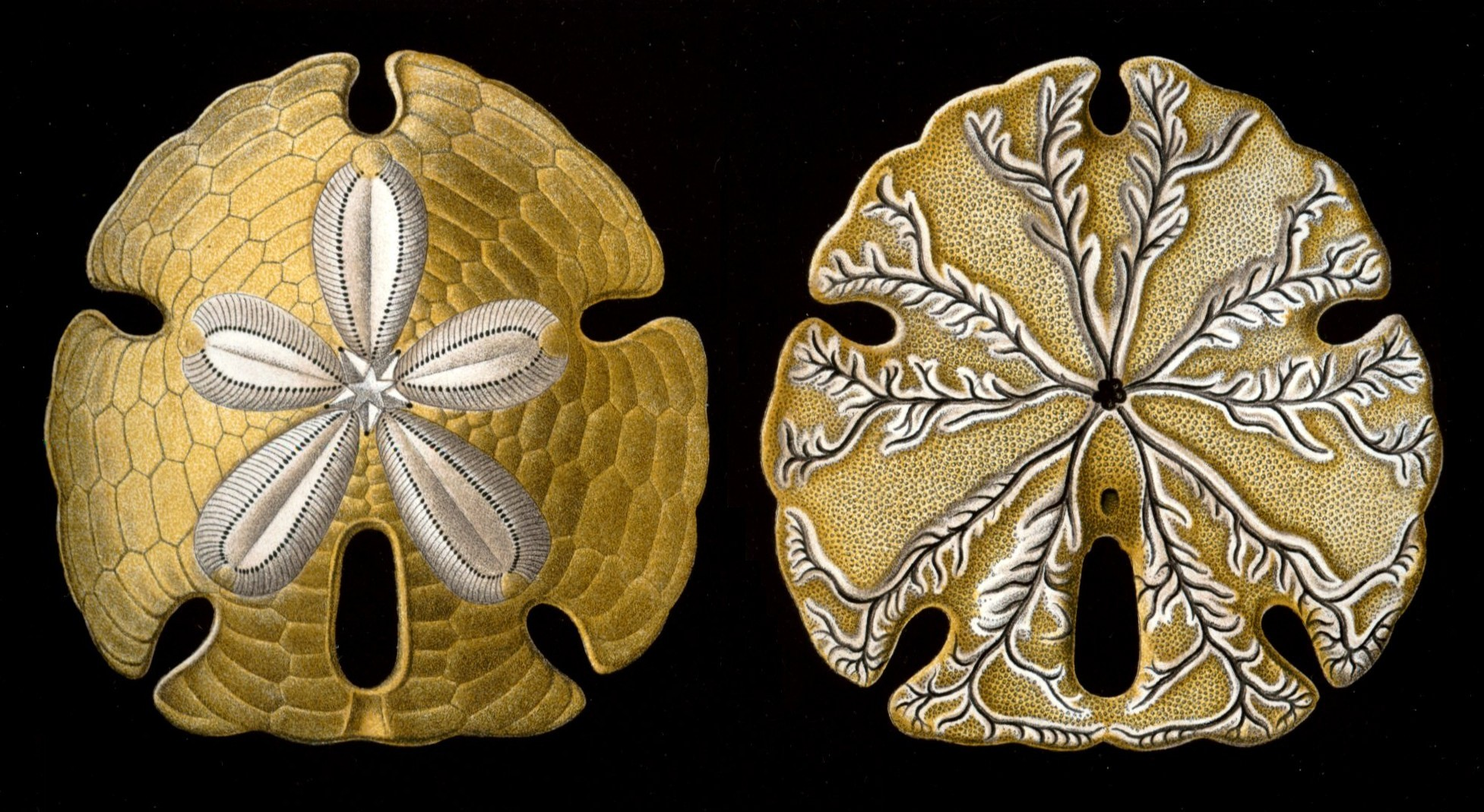
Encope emarginata (face aborale et face orale) dessinée par Ernst Haeckel dans les Formes artistiques de la nature (1904).
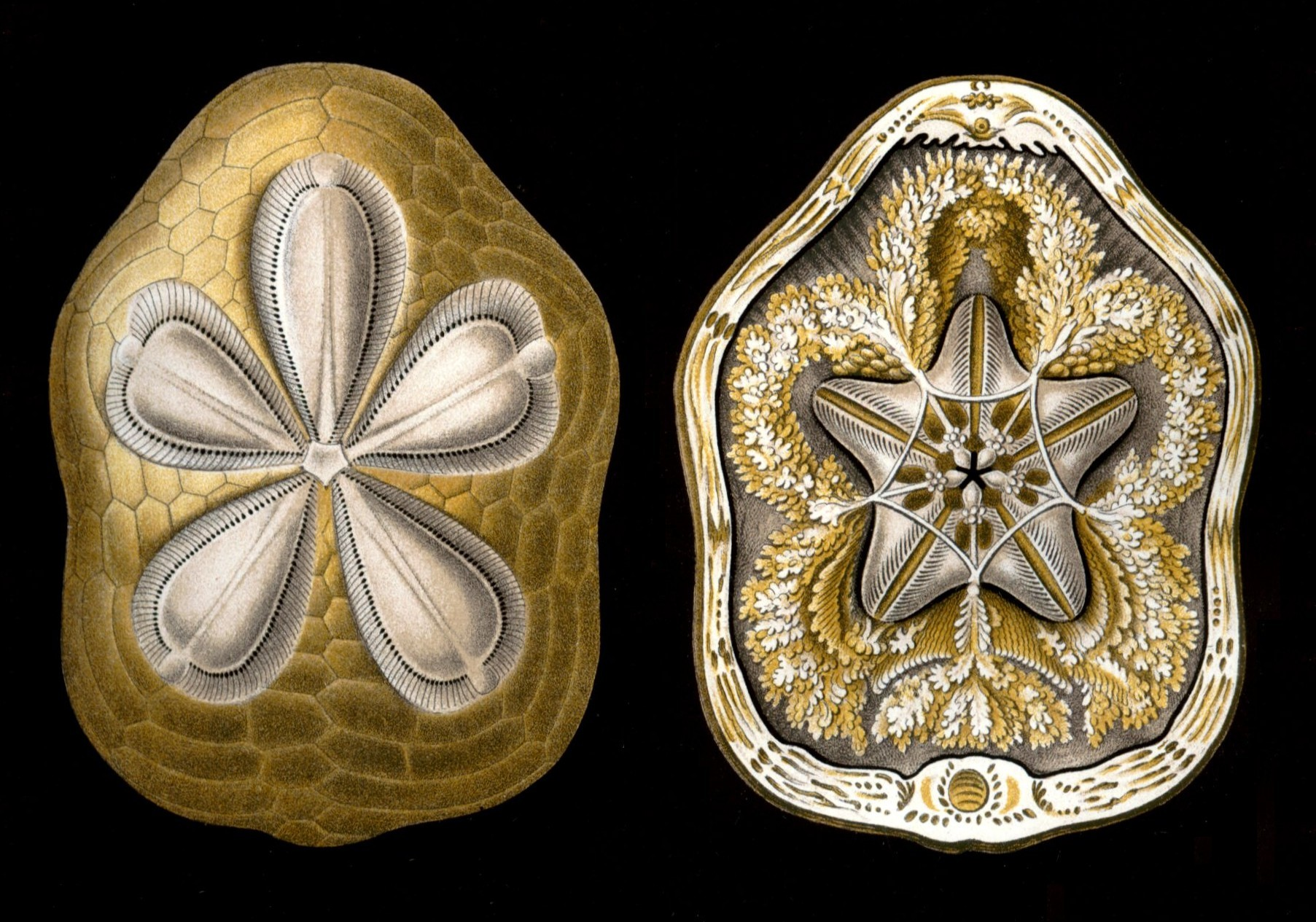
Clypeaster rosaceus (face aborale et vue supérieure en tranche des organes internes), ibid.
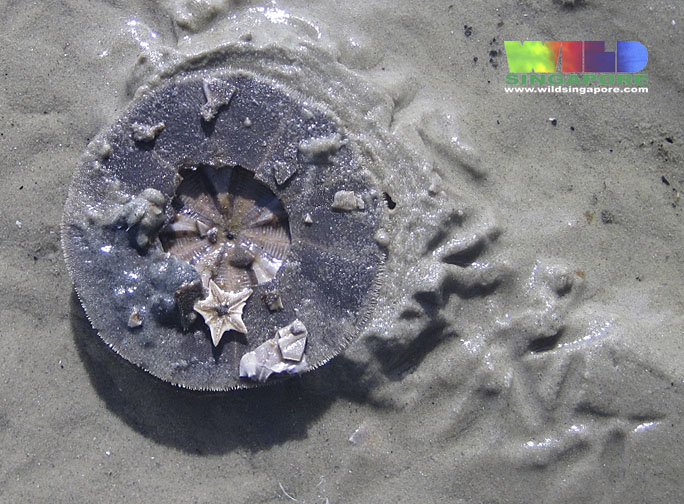
Cet Arachnoides placenta endommagé laisse échapper sa lanterne d'Aristote aplatie, typique des Clypeasteroida.

## Écologie et comportement
Ces oursins ont un régime sédimentivore : leurs radioles et podia filtrent le sédiment et en acheminent, via des sillons buccaux, les particules nutritives jusqu'à la bouche où les éléments nutritifs seront broyés par la lanterne d'Aristote. Ces oursins vivent plus ou moins enfouis dans le sédiment, que ce soit pour se nourrir ou se protéger de prédateurs.
Ces animaux peuvent parfois atteindre des densités de populations extrêmement importantes là où la nourriture est abondante, et forment une partie significative de la biomasse des grands fonds sablo-vaseux : de par leur régime sédimentivore, ils constituent ainsi des animaux d'une grande importance dans les processus biologiques à l'échelle de la Terre, et sont de grands pourvoyeurs de services écosystémiques.

## Liste des ordres
Selon World Register of Marine Species (30 mars 2022) :
- famille Apatopygidae Kier, 1962

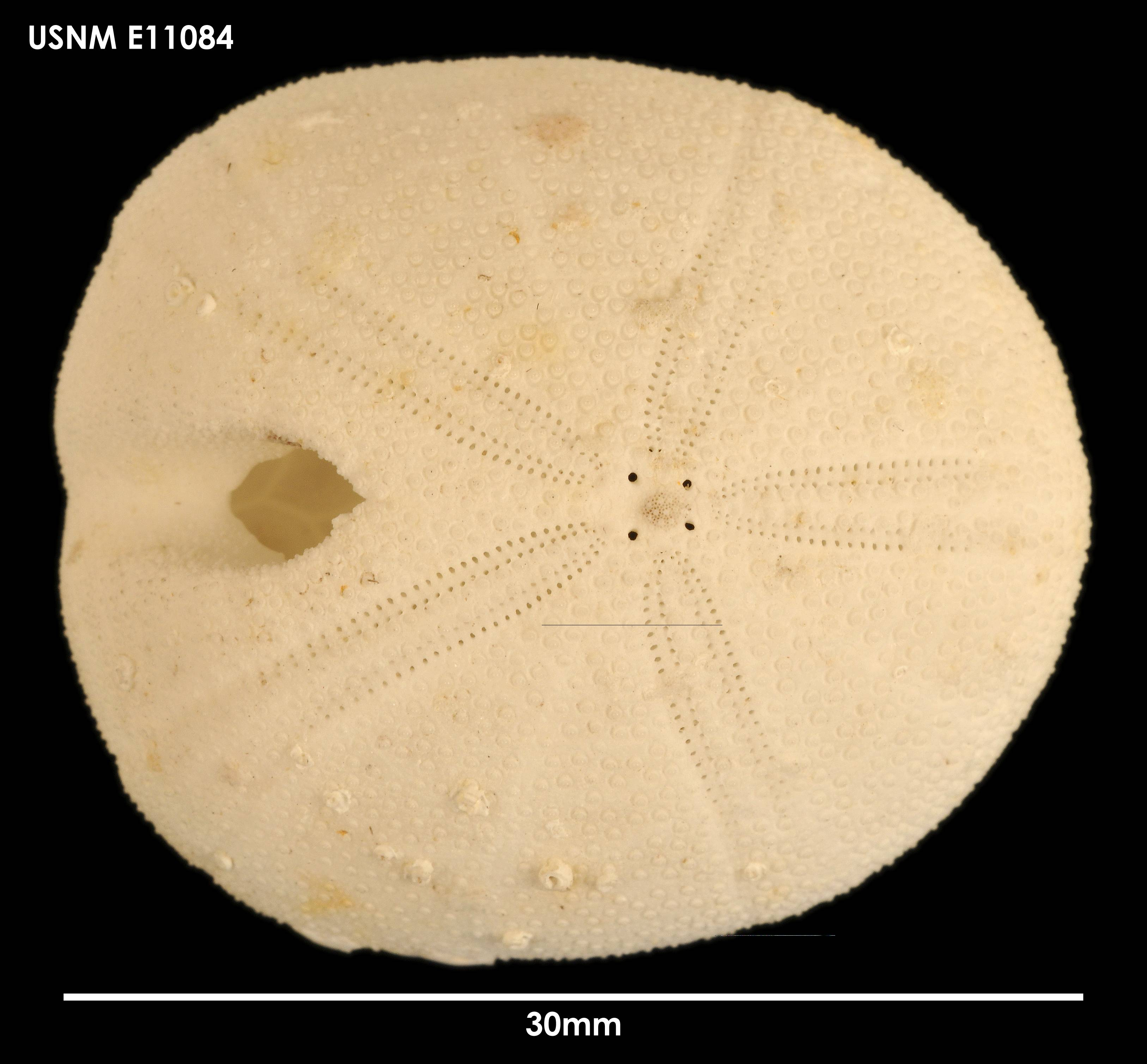
Apatopygus recens (Apatopygidae).

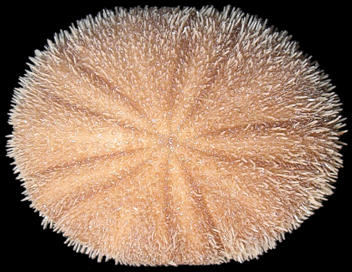
Echinoneus cyclostomus (Echinoneidae).

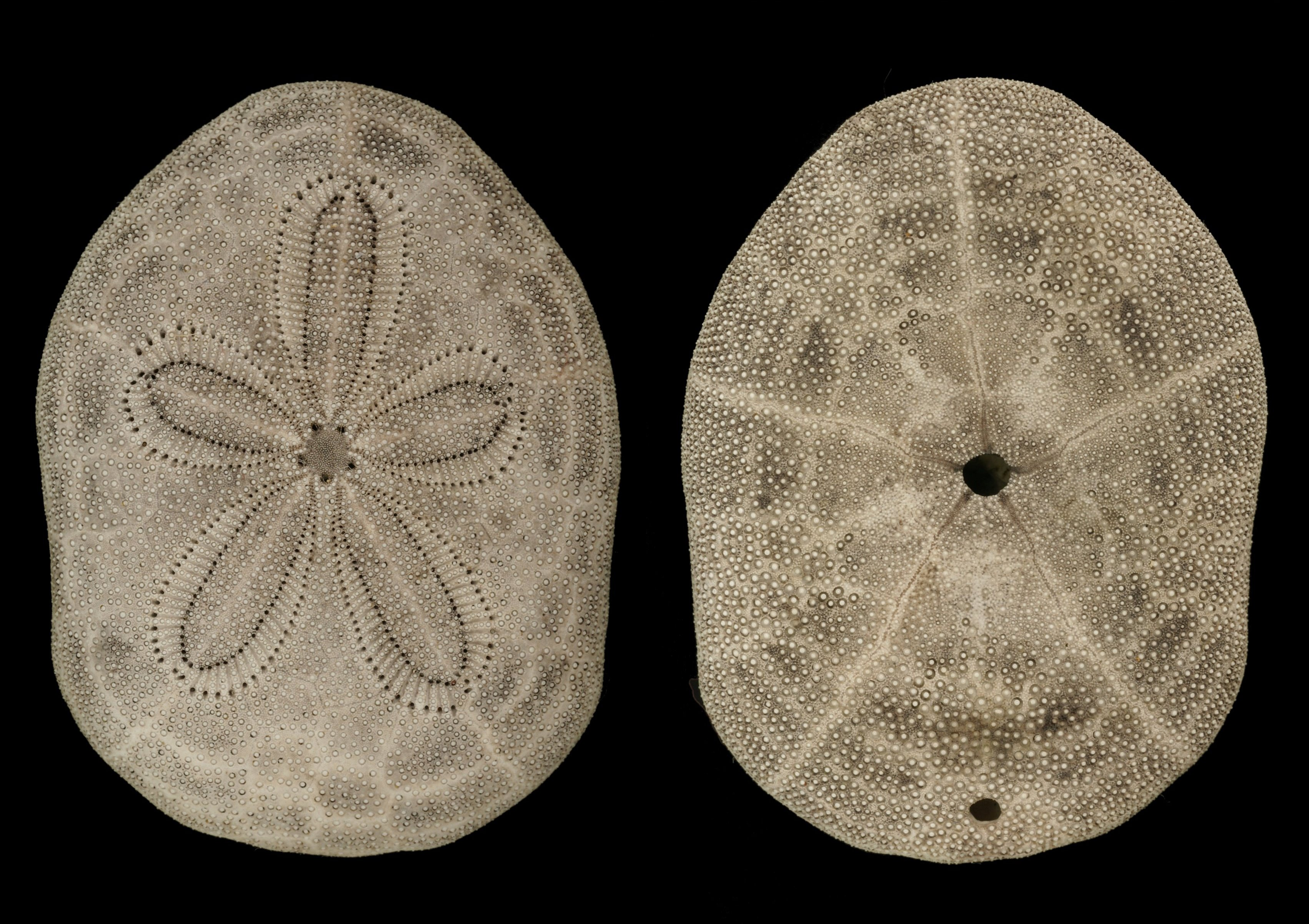
Test de Clypeaster reticulatus (Clypeasteridae).

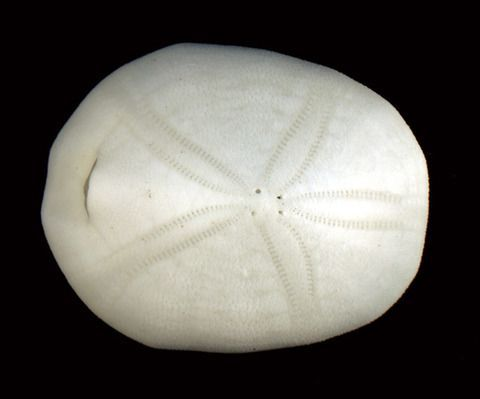
Cassidulus caribaearum (Cassidulidae).

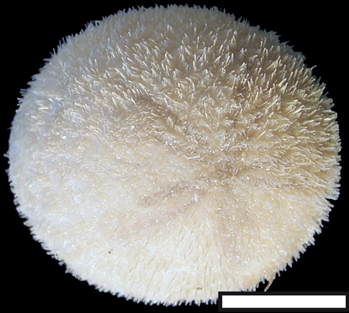
Echinolampas depressa (Echinolampadidae).

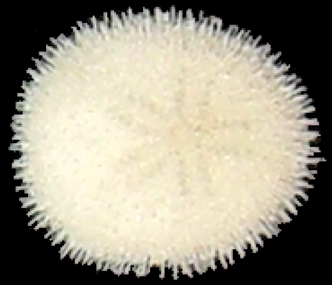
Echinocyamus pusillus (Fibulariidae).

- ordre Echinoneoida H. L. Clark, 1925
  - super-famille Conulidea Kroh & Smith, 2010 †
    - famille Conulidae Lambert, 1911a †
    - famille Galeritidae Gray, 1825 †
    - famille Neoglobatoridae Endelman, 1980 †

  - famille Echinoneidae L. Agassiz & Desor, 1847
- super-ordre Luminacea Mongiardino Koch, Thompson, Hiley, McCowin, Armstrong, Coppard, Aguilera, Bronstein, Kroh, Mooi & Rouse, 2022 
  - ordre Clypeasteroida A.Agassiz, 1872
    - sous-ordre Clypeasterina Agassiz, 1835
      - famille Clypeasteridae L. Agassiz, 1835
      - famille Fossulasteridae Philip & Foster, 1971 †
      - famille Scutellinoididae Irwin, 1995 †

    - famille Conoclypidae von Zittel, 1879 †
    - famille Faujasiidae Lambert, 1905 †
    - famille Oligopygidae Duncan, 1889 †
    - famille Plesiolampadidae Lambert, 1905 †

  - ordre Echinolampadacea Mongiardino Koch et al., 2018 
    - sous-ordre Cassiduloida Claus, 1880
      - Super-famille Cassidulina (Philip, 1963b)
        - famille Cassidulidae (L. Agassiz and Desor, 1847)

      - Super-famille Neolampadina (Philip, 1963b)
        - famille Neolampadidae (Lambert, 1918a)
        - famille Pliolampadidae (Kier, 1962) †

      - genre Kassandrina Souto & Martins, 2018

    - sous-ordre Echinolampadoida Kroh & Smith, 2010
      - famille Echinolampadidae Gray, 1851a

    - sous-ordre Scutelloida Mongiardino Koch et al., 2018
      - infra-ordre Laganiformes Desor, 1847
        - famille Fibulariidae Gray, 1855
        - famille Laganidae Desor, 1858

      - infra-ordre Scutelliformes Haeckel, 1896
        - famille Echinarachniidae Lambert in Lambert & Thiéry, 1914
        - famille Eoscutellidae Durham, 1955 †
        - famille Protoscutellidae Durham, 1955 †
        - famille Rotulidae Gray, 1855
        - super-famille Scutellidea Gray, 1825
          - famille Abertellidae Durham, 1955 †
          - famille Astriclypeidae Stefanini, 1912
          - famille Dendrasteridae Lambert, 1900
          - famille Mellitidae Stefanini, 1912
          - famille Monophorasteridae Lahille, 1896 †
          - famille Scutasteridae Durham, 1955 †
          - famille Scutellidae Gray, 1825

        - famille Taiwanasteridae Wang, 1984

      - famille Scutellinidae Pomel, 1888a †
- famille Archiaciidae Cotteau & Triger, 1869 †
- famille Clypeidae Lambert, 1898 †
- famille Clypeolampadidae Kier, 1962 †
- famille Nucleolitidae L. Agassiz & Desor, 1847 †
- famille Pygaulidae Lambert, 1905 †
- genre Pygolampas Saucède, Dudicourt & Courville, 2012 †

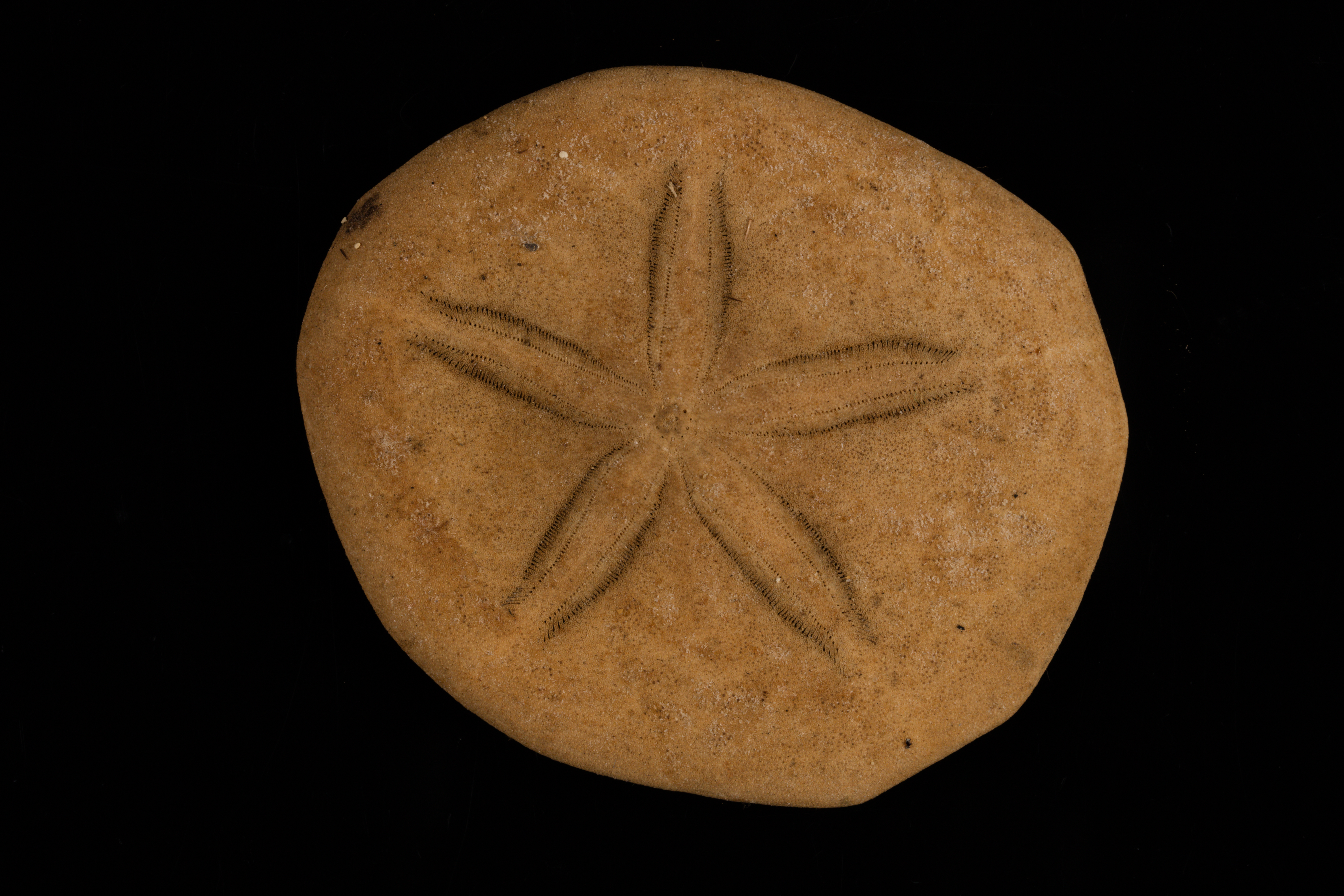
Jacksonaster depressum (Laganidae).
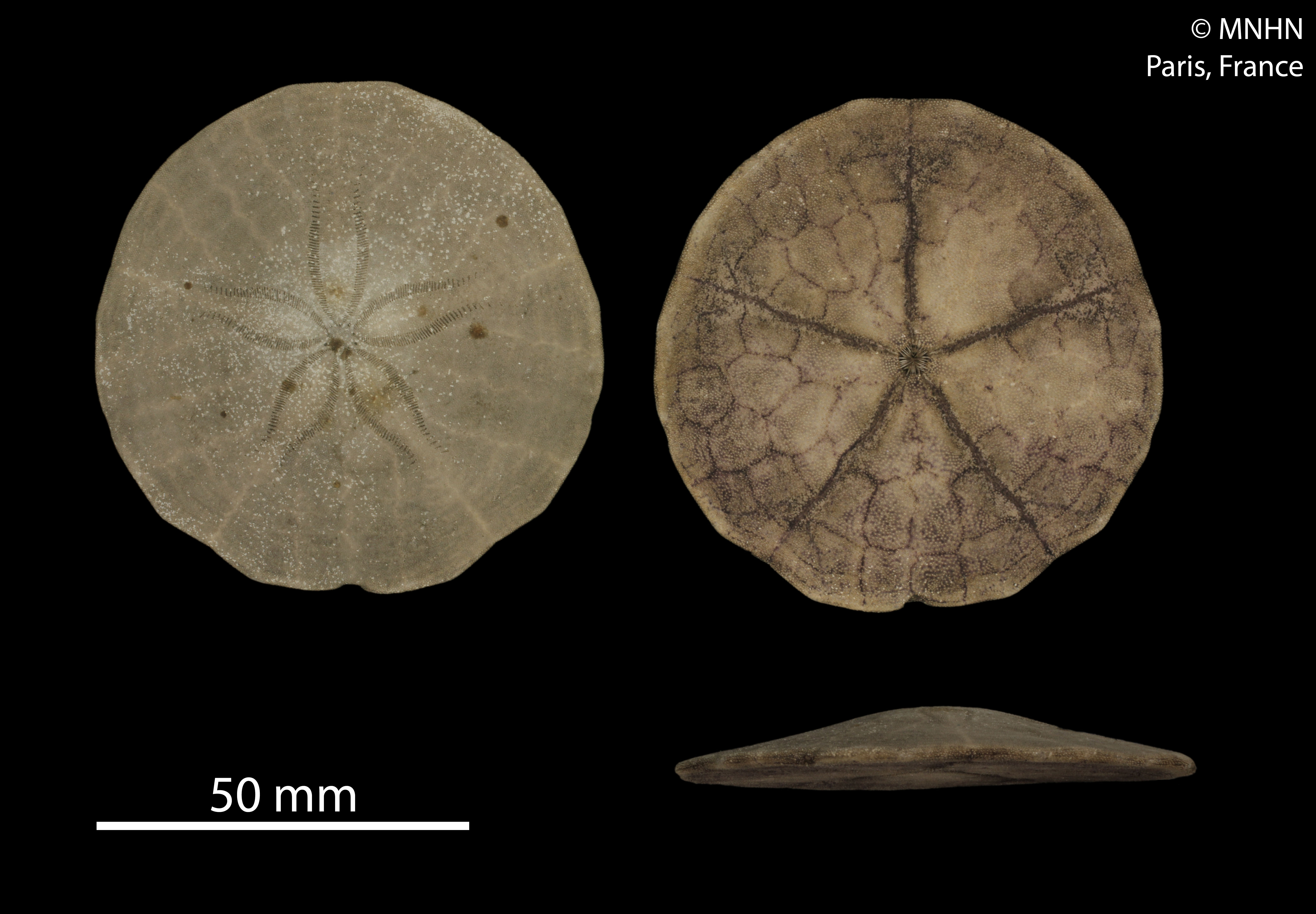
Echinarachnius parma (Echinarachniidae).
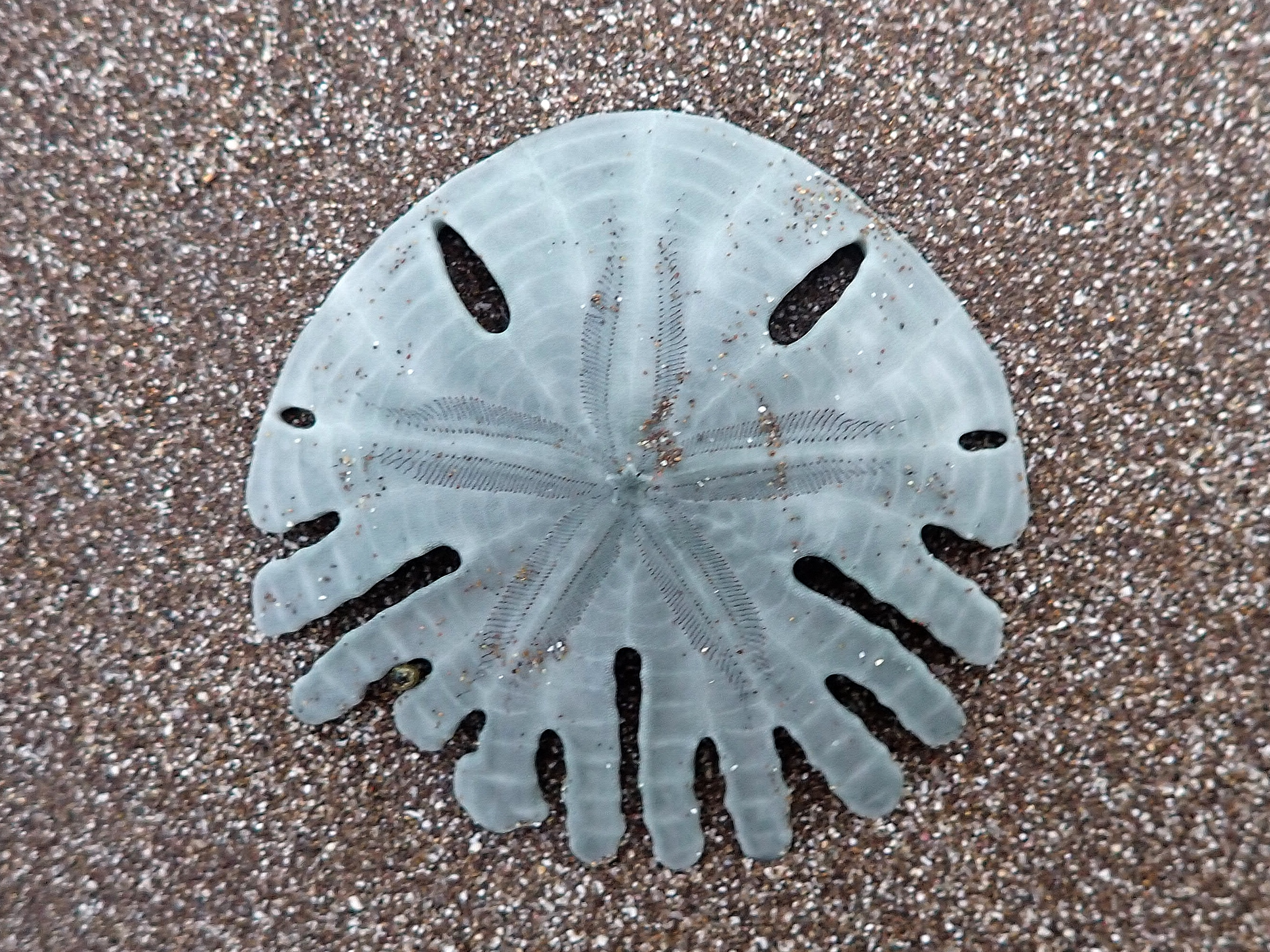
Rotula deciesdigitatus (Rotulidae).
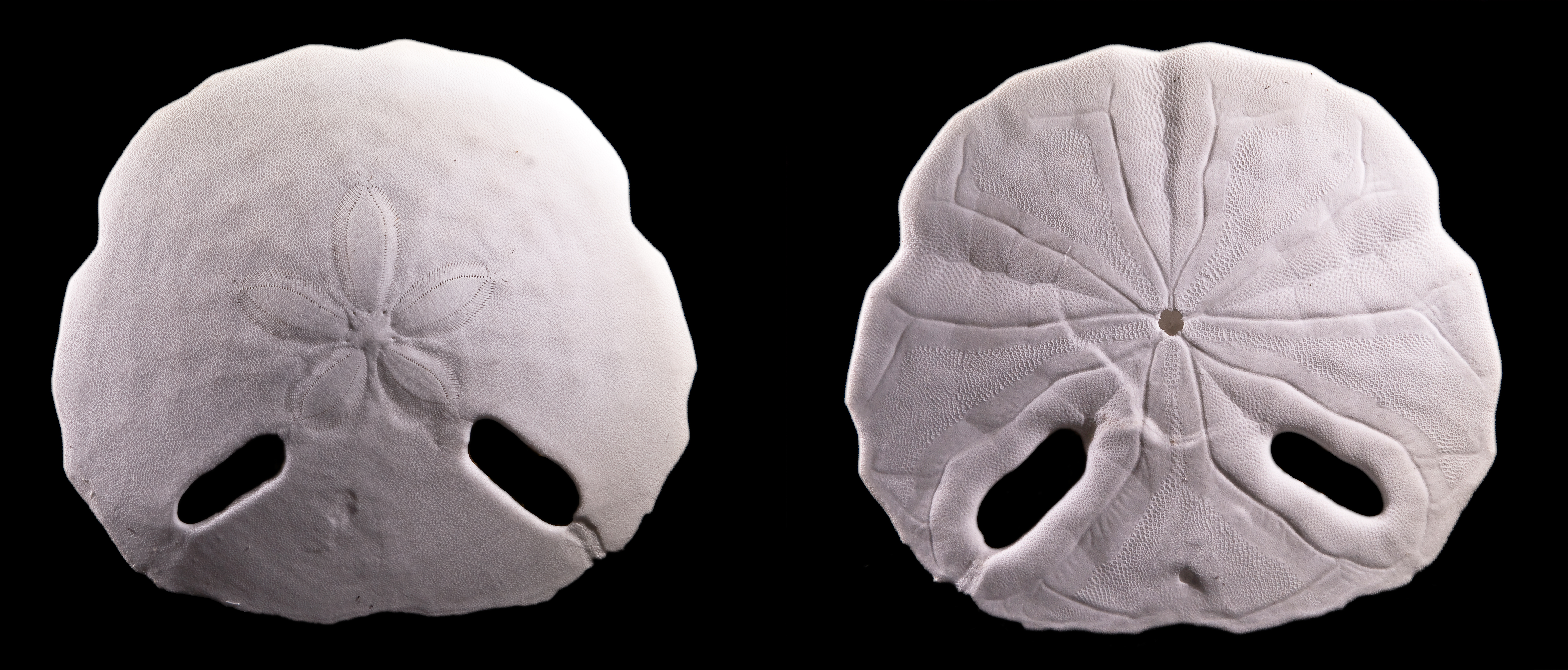
Sculpsitechinus tenuissimus (Astriclypeidae).
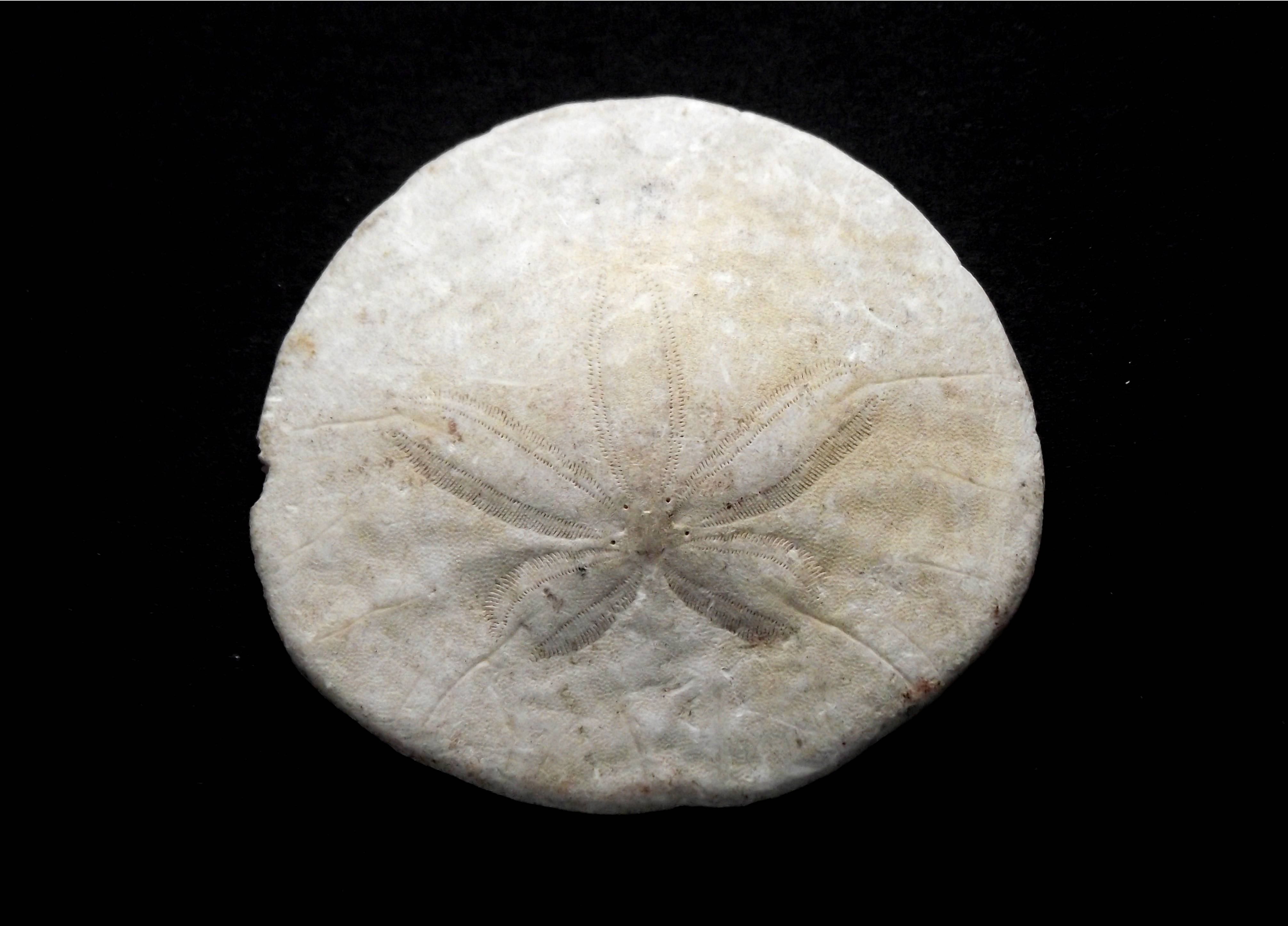
Dendraster excentricus (Dendrasteridae).
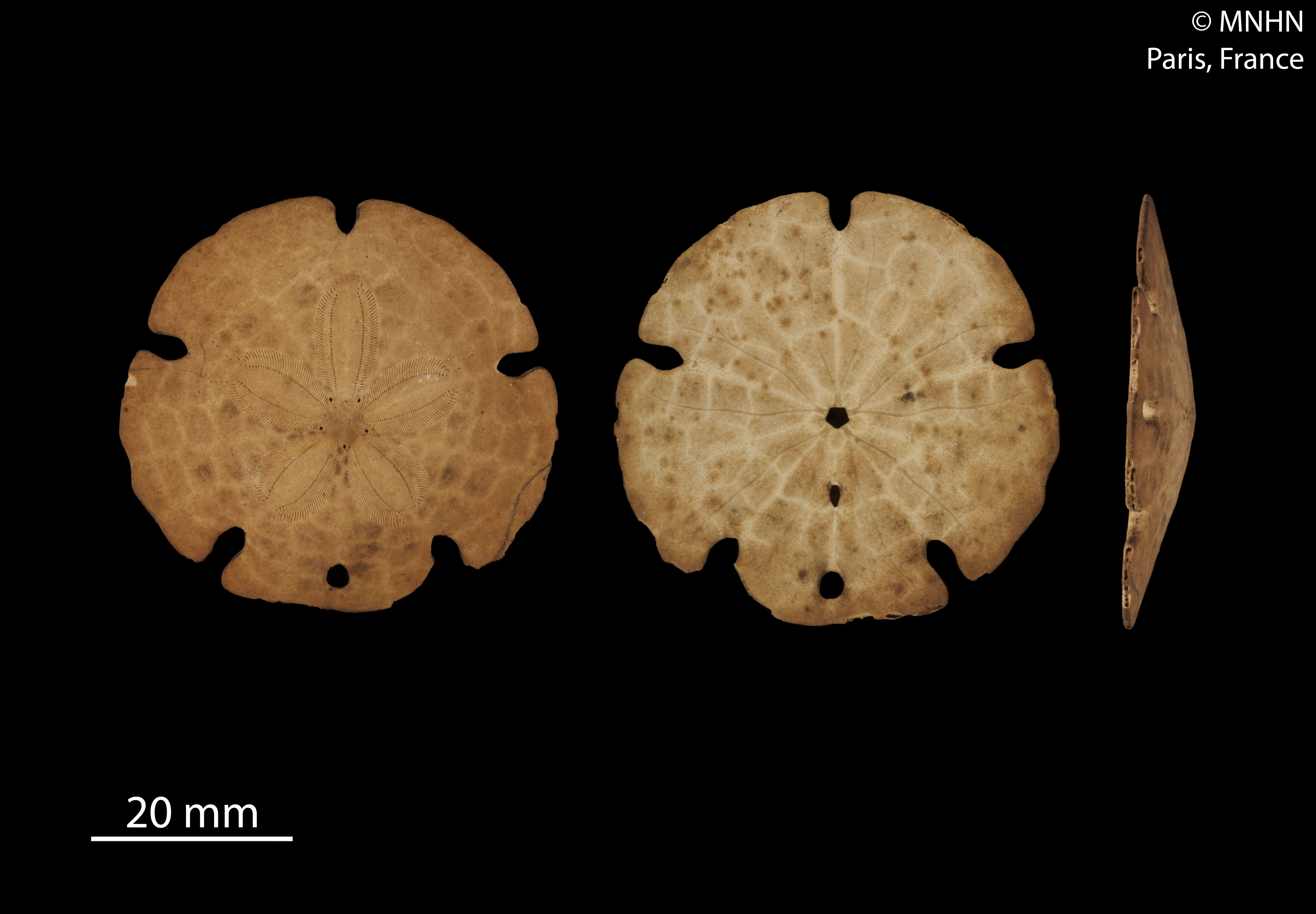
Mellitella stokesii (Mellitidae).
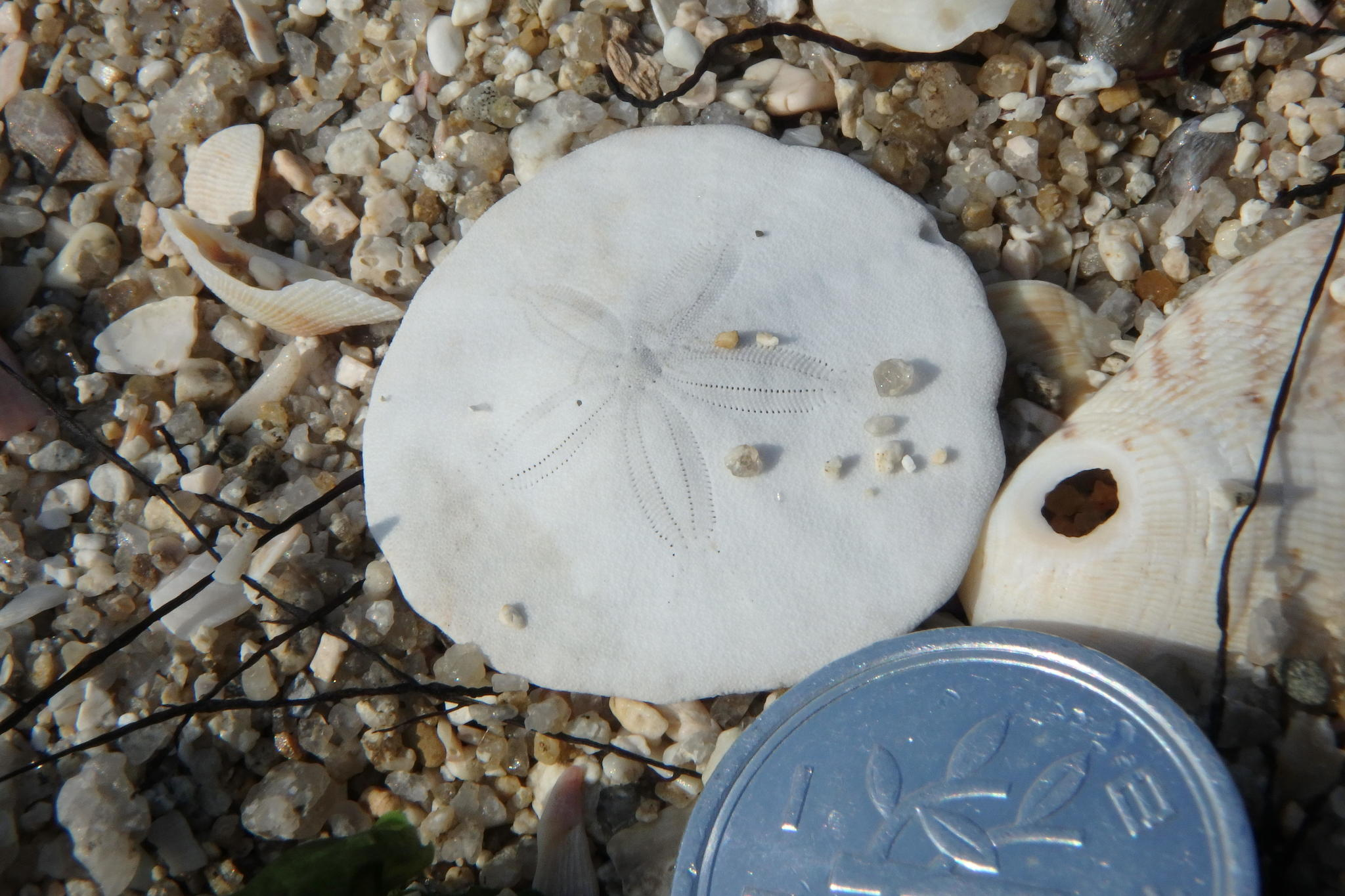
Scaphechinus mirabilis (Scutellidae).
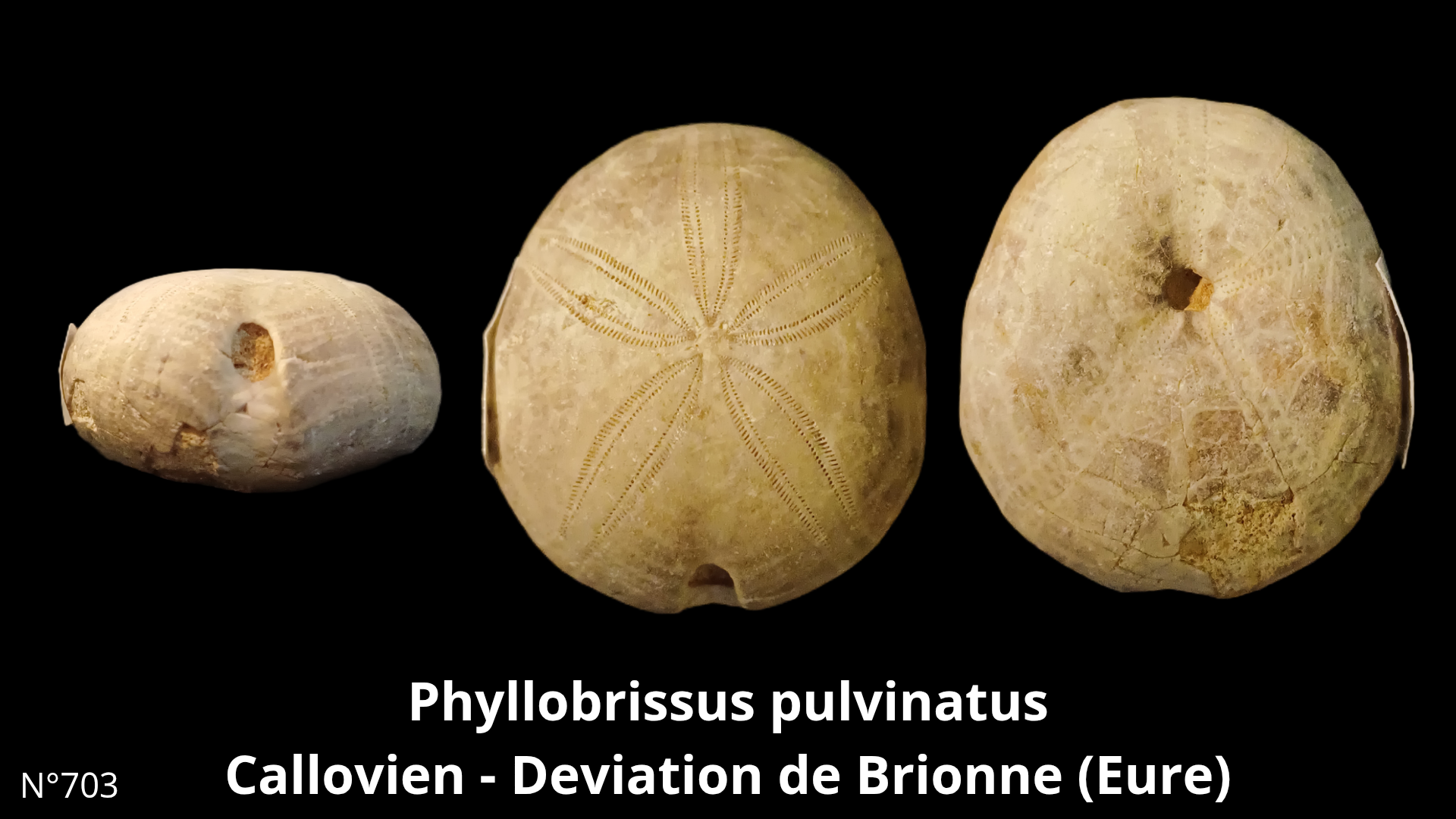
Fossile de Phyllobrissus pulvinatus (Nucleolitidae †)